# Penguin Random House
Penguin Random House är ett internationellt bokförlag med huvudkontor i New York. Det bildades 2013 genom en sammanslagning av förlagen Penguin Books och Random House. Förlaget har nära 250 imprints och verksamhet i 20 länder. Det ägs till 75% av Bertelsmann.